# هپی ساندی
هپی ساندی (انگلیسی: Happy Sunday; کره‌ای: 해피 선데이) یک برنامه ریلتی-ورایتی محصول کره جنوبی است که از کی‌بی‌اس۲ پخش می‌شود.